# Tá Pra Nascer Homem que Vai Mandar em Mim
Tá Pra Nascer Homem que Vai Mandar em Mim é uma canção de Valesca Popozuda para seu primeiro álbum de estúdio ainda sem nome. a canção foi escrita por Wallace Vianna, André Vieira e Leandro Pardal, e com produção musical de DJ Batutinha. A canção foi lançada como single no dia 19 de setembro de 2014 no canal oficial da cantora no YouTube, e dois dias depois em formato download digital na iTunes Store. A música contém amostras de "Me So Horny", de 2 Live Crew.

## Composição
A letra da canção de Valesca deixa bem claro que ela é defensora do feminismo, e é totalmente contra o machismo. Valesca diz nas redes sociais, que a canção foi feita em homenagem as mulheres.
| “ | Vou te provar que eu não sou do tipo de mulher, que você paga uma bebida eu dou o que 'tu' quer Enfia o malote no saco e lambe o cheque, tenho nojo de muleque | ” |

## Faixas e formatos
| Descarga digital |                                             |         |  |
| N.º              | Título                                      | Duração |  |
| 1.               | "Tá Pra Nascer Homem que Vai Mandar em Mim" | 3:06    |  |